# Gasparilla Bowl 2018
Match précédent Match suivant
Le Gasparilla Bowl 2018 est un match de football américain de niveau universitaire joué après la saison régulière de 2018, le 20 décembre 2018 au Raymond James Stadium de Tampa dans l'État de Floride aux États-Unis pour la première fois au Raymond James Stadium de Tampa dans l'État de Floride aux États-Unis, les éditions précédentes s'étant déroulées au Tropicana Field de St. Petersburg.
Il s'agit de la 11e édition du Gasparilla Bowl.
Le match met en présence l'équipe du Thundering Herd de Marshall issue de la Conference USA et l’équipe des Bulls de South Florida issue de l'American Athletic Conference.
Il débute vers 20 heures, heure locale et est retransmis à la télévision par ESPN.
Sponsorisé par la société Bad Boy Mowers (entreprise de fabrication de tondeuse à gazon), le match est officiellement dénommé le 2018 Bad Boy Mowers Gasparilla Bowl.
Le Thundering Herd de Marshall gagne le match sur le score de 38 à 20.

## Présentation du match
| Équipes                                                                                                   | Conférences | Entraîneurs         | Stats. saison rég. | Classements avant le bowl CFP-AP-Coaches |
| --- | ----------- | ------------------- | ------------------ | ---------------------------------------- |
| Thundering Herd de Marshall                                                                               | C-USA       | Doc Holliday (en)   | 8 - 4              | NC                                       |
| Bulls de South Florida                                                                                    | AAC         | Charlie Strong (en) | 7 - 5              | NC                                       |
| Arbitre : Steve Baron (Mountain West) Équipe donnée favorite par les bookmakers : Marshall par 2½ points. |             |                     |                    |                                          |

Il s'agit de la première rencontre entre ces deux équipes,.

### Thundering Herd de Marshall
Avec un bilan global en saison régulière de 8 victoires et 4 défaites (6-2 en matchs de conférence), Marshall est éligible et , le 2 décembre, accepte l'invitation pour participer au Gasparilla Bowl de 2018.
Ils terminent 2e de la East Division de la Conference USA derrière Middle Tennessee.
À l'issue de la saison 2018 (bowl non compris), ils n'apparaissent pas dans les classements CFP, AP et Coaches.
Il s'agit de leur 3e participation au Gasparilla Bowl :
| Dates            | Saisons | Adversaires | Scores  | Résultats |
| ---------------- | ------- | ----------- | ------- | --------- |
| 20 décembre 2011 | 2011    | FIU         | 20 - 10 | V : 1 - 0 |
| 26 décembre 2015 | 2015    | Connecticut | 16 - 10 | V : 2 - 0 |

### Bulls de South Florida
Avec un bilan global en saison régulière de 7 victoires et 5 défaites (3-5 en matchs de conférence), South Florida est éligible et, le 2 décembre, accepte l'invitation pour participer au Gasparilla Bowl de 2018.
Ils terminent 4e de la East Division de l'American Athletic Conference derrière #7 UCF, Temple et Cincinnati.
À l'issue de la saison 2018 (bowl non compris), ils n'apparaissent pas dans les classements CFP, AP et Coaches.
Il s'agit de leur 2e participation au Gasparilla Bowl :
| Date             | Saison | Adversaire | Score   | Résultat  |
| ---------------- | ------ | ---------- | ------- | --------- |
| 20 décembre 2008 | 2008   | Memphis    | 41 - 14 | V : 1 - 0 |

## Résumé du match
Résumé et photo sur la page du site francophone The Blue Pennant
Début du match à 20 h 05, fin à 23 h 18 pour une durée totale de jeu de 3 h 13 min.
Températures de 18 °C, vent de SSO de 21 km/h , ciel couvert.
| QT          | Temps       | Drive       | Drive       | Drive       | Équipe      | Description de l'action | Score | Score |
| QT          | Temps       | Jeux        | Yards       | TDP         | Équipe      | Description de l'action | MRSH  | USF   |
| ----------- | ----------- | ----------- | ----------- | ----------- | ----------- | --- | ----- | ----- |
| 1           | 05:20       | 7           | 81          | 03:41       | MRSH        | TD à la suite d'une course de 10 yards par QB Isaiah Green + 1 point de conversion par K Justin Rohrwasser                             | 7     | 0     |
| 1           | 04:43       | 1           | 1           | 00:05       | MRSH        | TD à la suite d'une course d'1 yard par LB Artis Johnson + 1 point de conversion par K Justin Rohrwasser                               | 14    | 0     |
| 1           | 02:43       | 6           | 75          | 02:00       | USF         | TD de 38 yards par WR Randall St. Felix à la suite d'une réception de passe de QB Tyre McCant + 1 point de conversion par K Coby Weiss | 14    | 7     |
| 1           | 00:25       | 5           | 80          | 02:18       | MRSH        | TD à la suite d'une course de 8 yards par RB Brenden Knox + 1 point de conversion par K Justin Rohrwasser                              | 21    | 7     |
| 2           | 01:30       | 3           | 17          | 01:10       | MRSH        | TD à la suite d'une course de 5 yards par RB Keion Davis + 1 point de conversion par K Justin Rohrwasser                               | 28    | 7     |
| 2           | 00:04       | 10          | 69          | 01:26       | USF         | FG de 22 yards par K Coby Weiss | 28    | 10    |
| 3           | 09:13       | 14          | 61          | 05:47       | USF         | FG de 31 yards par K Coby Weiss | 28    | 13    |
| 3           | 05:19       | 9           | 54          | 03:54       | MRSH        | FG de 28 yards par K Rohrwasser | 31    | 13    |
| 3           | 03:16       | 4           | 72          | 02:03       | USF         | TD de 33 yards par WR St. Felix à la suite dune réception de passe de QB Blake Barnett + 1 point de conversion par K Coby Weiss        | 31    | 20    |
| 4           | 06:24       | 11          | 64          | 05:47       | MRSH        | TD à la suite d'une course de 16 yards par RB Keion Davis + 1 point de conversion par K Justin Rohrwasser                              | 38    | 20    |
| Score final | Score final | Score final | Score final | Score final | Score final | Score final | 38    | 20    |

## Statistiques
| Nom         | Équipe   | Poste |
| ----------- | -------- | ----- |
| Keion Davis | Marshall | RB    |

| Statistiques                           | MRSH                                                  | USF                                                  |
| -------------------------------------- | ----------------------------------------------------- | ---------------------------------------------------- |
| 1er down                               | 24                                                    | 19                                                   |
| 1er down à la course                   | 12                                                    | 7                                                    |
| 1er down à la passe                    | 12                                                    | 10                                                   |
| 1er down suite pénalité                | 0                                                     | 2                                                    |
| Conversion de 3e down                  | 8/15                                                  | 4/15                                                 |
| Conversion de 4e down                  | 0/1                                                   | 2/3                                                  |
| Jeux–yards                             | 70 jeux pour 503 yards                                | 66 jeux pour 360 yards                               |
| Yards à la course                      | 44 courses pour 282 yards moyenne de 6,4 yards/course | 35 courses pour 92 yards moyenne de 2,6 yards/course |
| Yards à la passe                       | 221                                                   | 268                                                  |
| Passes : Réussies-Tentées-Interceptées | 17/26 passes complétées, 0 interception               | 15/31 passes complétées, 0 interception              |
| Réussite en zone rouge/chances         | 6/7                                                   | 2/2                                                  |
| TD                                     | 5                                                     | 2                                                    |
| Field Goals                            | 1/1                                                   | 2/2                                                  |
| Sacks (Nombre-Yards)                   | 4 pour 24 yards adverses perdus                       | 0/0                                                  |
| Fumbles (Nombre/Perdus)                | 0/0                                                   | 1/1                                                  |
| Pénalités (Nombre/Yards perdus)        | 8 pour 75 yards perdus                                | 5 pour 25 yards perdus                               |
| Temps de possession                    | 36:14                                                 | 23:46                                                |

| Quarterbacks        | Quarterbacks       | Quarterbacks                                                                                    |
| ------------------- | ------------------ | ----------------------------------------------------------------------------------------------- |
| MRSH                | Isaiah Green       | 17/25 passes complétées, 221 yards, 0 interception, 0 TD, 0 sack subi, évaluation QB de 142,3   |
| USF                 | Blake Barnett      | 11/23 passes complétées, 212 yards, 0 interception, 1 TD, 4 sacks subis, évaluation QB de 139,6 |
| Meilleurs coureurs  |                    |                                                                                                 |
| MRSH                | Keion Davis        | 14 courses pour 94 yards nets gagnés, 2 TDs, moyenne de 6,7 yards/course                        |
| USF                 | Johnny Ford        | 11 courses pour 50 yards nets gagnés, 0 TD, moyenne de 4,5 yards/course                         |
| Meilleurs receveurs |                    |                                                                                                 |
| MRSH                | Tyre Brady         | 5 réceptions pour 88 yards gagnés, 0 TD                                                         |
| USF                 | Randall St. Felix  | 6 réceptions pour 165 yards gagnés, 2 TDs                                                       |
| Meilleurs tacklers  |                    |                                                                                                 |
| MRSH                | Hernandez, Frankie | 8 tacles dont 5 en solo                                                                         |
| USF                 | Reaves, Greg       | 14 tacles dont 13 en solo, 1 TFL (3 yards), 1 QB hit                                            |